# Унімяе
У́німяе (ест. Unimäe küla) — село в Естонії, у волості Ляене-Сааре повіту Сааремаа.

## Населення
Чисельність населення на 31 грудня 2011 року становила 12 осіб.

## Географія
Унімяе є приміським селом муніципалітету Курессааре, волосного адміністративного центру.
Через село проходить автошлях 86 (Курессааре — Вигма — Панґа).

## Історія
До 12 грудня 2014 року село входило до складу волості Каарма.